# Universidad de Jabalpur
Rani Durgavati Vishwavidyalaya, también conocida como Universidad Rani Durgavati y también conocida como Universidad de Jabalpur, es una universidad gubernamental en Jabalpur, Madhya Pradesh, India. Lleva el nombre de la reina Rani Durgavati. Es la principal universidad de esta ciudad y ha sido calificada como tipo A por el Consejo Nacional de Evaluación y Acreditación (NAAC).

## Historia
La universidad fue constituida y establecida el 12 de junio de 1956 bajo la Ley de la Universidad de Jabalpur de 1956 (Ley n.º 22 de 1956) con jurisdicción territorial sobre el distrito fiscal de Jabalpur. Se trasladó a su ubicación actual en Saraswati Vihar, Pachpedi, Jabalpur en 1961.
La universidad pasó a llamarse Rani Durgavati Vishwavidyalaya el 7 de junio de 1983 por la Ley n.º 23 de 1983 para honrar a la bien conocida y valiente Reina Gond de Garha Mandla. Fue reconstituida bajo el diputado Vishwavidyalaya Adhiniyam, 1973 y se le otorgó jurisdicción sobre Jabalpur, Mandla, Seoni, Balaghat y Narsinghpur, Katni, Dindori, Chindwara.

## Académicos notables
Kunji Lal Dubey, quien posteriormente se convirtió en el orador, Vidhan Sabha de MP, fue el primer rector de la universidad. 
Rahas Bihari Dwivedi, exjefe del departamento de sánscrito, fue galardonado con el Certificado de Honor del Presidente en sánscrito en el año 2012.

## Institutos afiliados

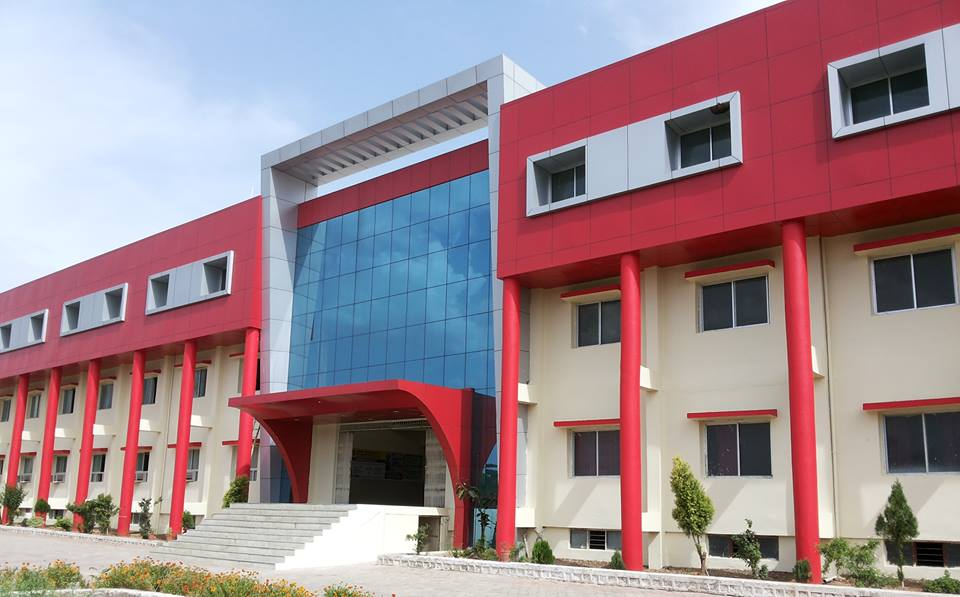
LNCT Jabalpur

Los institutos notables que están afiliados a la universidad incluyen:
- Escuela de Ciencias del Gobierno, Jabalpur

- Facultad de Tecnología Lakshmi Narain, Jabalpur
- Mata Gujri Mahila Mahavidyalaya
- Colegio St. Aloysius